# Milà-Sanremo 1938
La Milà-Sanremo 1938 fou la 31a edició de la Milà-Sanremo. La cursa es disputà el 19 de març de 1938, sent el vencedor final l'italià Giuseppe Olmo, que s'imposà als seus companys d'escapada en l'arribada a Sanremo, aconseguint, d'aquesta manera, la segona victòria en aquesta cursa.
169 ciclistes hi van prendre part, acabant la cursa 103 d'ells.

## Classificació final
|    | Ciclista        | Equip          | Temps      |
| -- | --------------- | -------------- | ---------- |
| 1  | Giuseppe Olmo   | Bianchi        | 7h 18' 30" |
| 2  | Pierino Favalli | Legnano        | m. t.      |
| 3  | Alfredo Bovet   | Dei            | m. t.      |
| 4  | Fabien Galateau | Michard-Wolber | m. t.      |
| 5  | Auguste Mallet  | Helyett        | m. t.      |
| 6  | Aldo Bini       | Bianchi        | + 1' 00"   |
| 7  | Gino Bartali    | Legnano        | m. t.      |
| 8  | Osvaldo Bailo   | Bianchi        | m. t.      |
| 9  | Adriano Vignoli | Bianchi        | m. t.      |
| 10 | Olimpio Bizzi   | Frejus         | m. t.      |